# غومبوش
غومبوش (gömböc ) هو عبارة عن مادة صلبة محدبة ذات كثافة موحدة ولها خاصية الاستقرار على نقطة واحدة، وعند تحريكها تعود من تلقاء نفسها إلى الوضع المستقر.

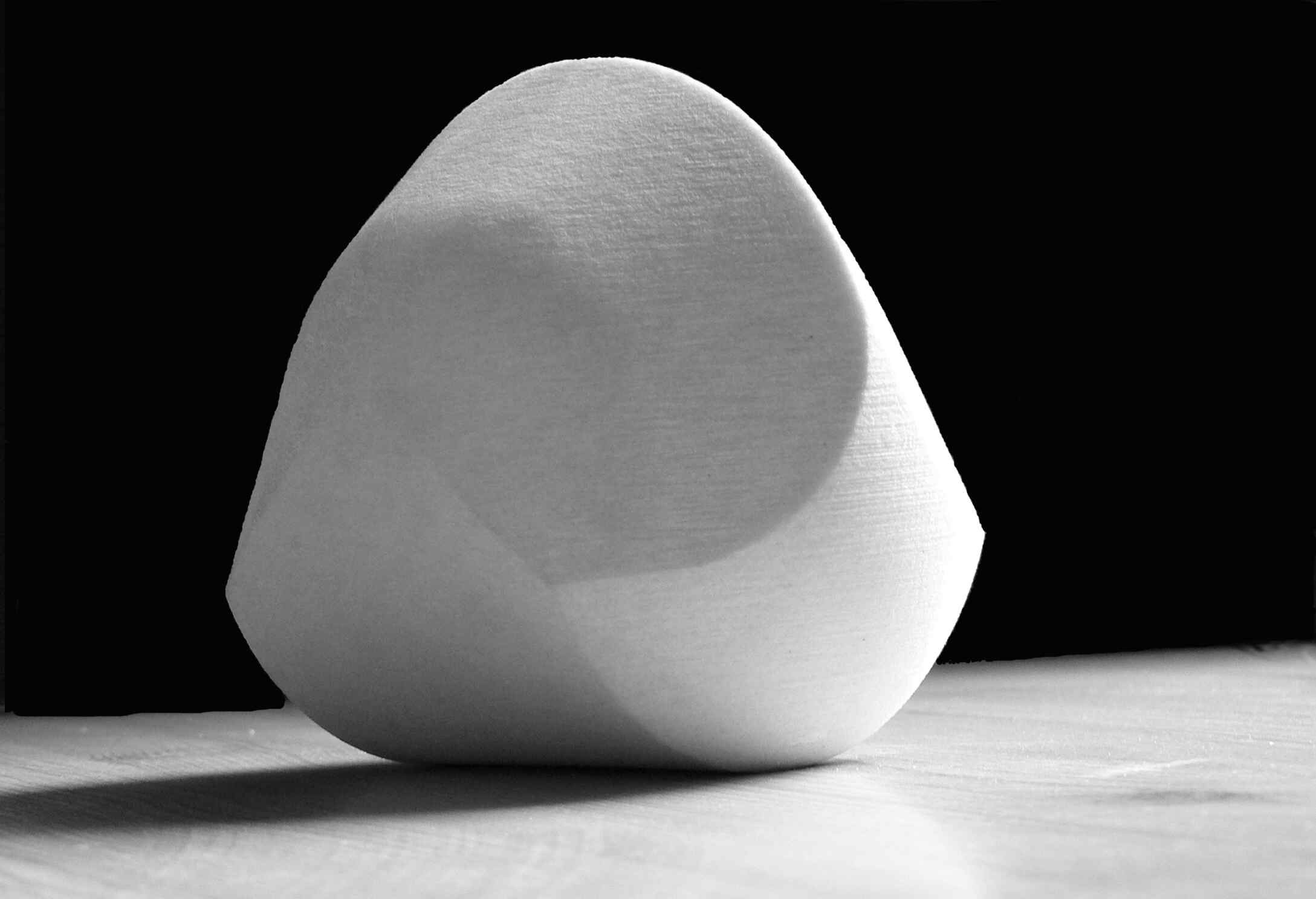
غومبوش

الاسم gömböc مشتق من الهنغارية وتعني "كروي.
تم افتراض وجودها من قبل عالم الرياضيات الروسي فلاديمير أرنولد في عام 1995 وتم تجريبها في عام 2006 من قبل غابور دوموكوس وبيتر فاركوني، من جامعة بودابست للتكنولوجيا والاقتصاد.
شكل الغومبوش ليس فريدًا، فهناك اشكال مشابهة في الطبيعة، كأصداف العديد من السلاحف، والتي تسمح لها بالعودة بسهولة إلى الوضع المستقر.

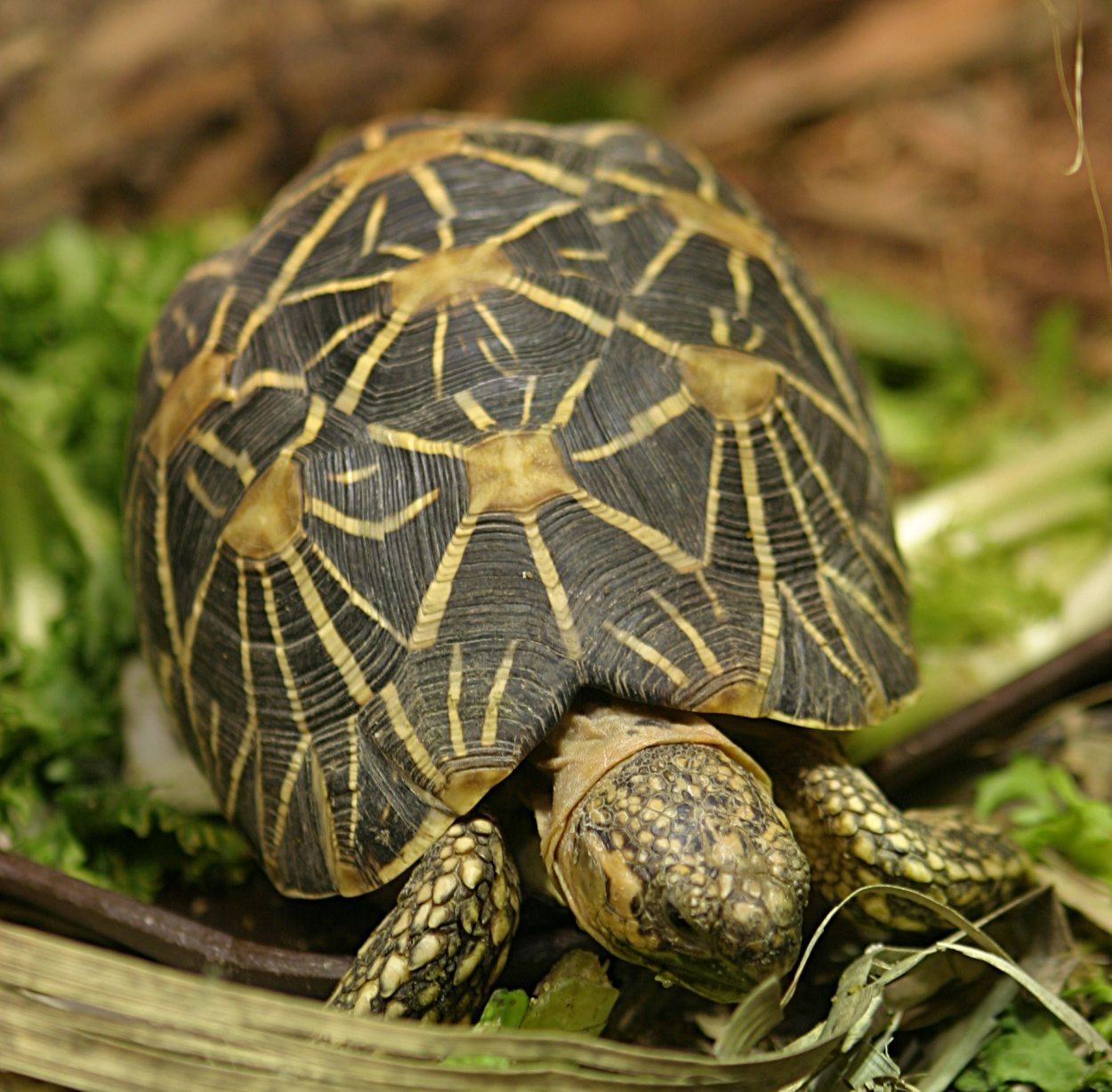
سلحفاة النجمة الهندية

تم بناؤها بدقة باستخدام مواد مختلفة، بما في ذلك سبائك الألومنيوم والبلكسيجلاس والرخام.
تم اهداء نموذج للغومبوش مصنوع من مادة شفافة، إلى فلاديمير أرنولد بمناسبة عيد ميلاده السبعين.
بلغ ارتفاع الغمبوك الأكبر حجما 3 أمتار، والذي تم عرضه في الجناح المجري في شنغهاي إكسبو 2010.